# Nhà thờ chính tòa Tournai
Nhà thờ chính tòa Đức Bà Tournai hay Nhà thờ Đức Mẹ (tiếng Pháp: Notre-Dame de Tournai, tiếng Hà Lan: Onze-Lieve-Vrouw van Doornik) là một nhà thờ Công giáo La Mã và tòa giám mục của Giáo phận Tournai nằm tại Tournai, Bỉ. Nó được xếp hạng là tài sản quan trọng của vùng Wallonia từ năm 1936 và một Di sản thế giới của UNESCO từ năm 2000.

## Lịch sử
Có một giáo phận tập trung tại Tournai từ cuối thế kỷ thứ 6 và cấu trúc của đá xám xanh địa phương này mọc lên gần bờ phía nam của sông Scheldt, chia thành phố Tournai thành hai phần gần tương đương nhau. Bắt đầu vào thế kỷ thứ 12, trên nền móng của công trình cũ, mộth tòa nhà kết hợp ba thời kỳ thiết kế kiến trúc nổi bật, với gian giữa kiến trúc Roman tương phản với gian cánh ngang và dàn hợp xướng Gothic. Hai bên cánh ngang là phần đặc biệt nhất của tòa nhà, với cụm năm tháp chuông và vòm bán nguyệt nổi bật.
Gian giữa chủ yếu được xây dựng trong khoảng một phần ba đầu tiên thế kỷ 12. Nó mang phong cách kiến trúc Gothic sớm với hai hành lang ban công ở giữa gian. Những trụ liền tường giữa các cửa sổ vòm cong có tác dụng lấy ánh sáng tự nhiên. Những trụ này có tác dụng hỗ trợ những vòm gỗ ban đầu.